# Міністерство праці та соціальної політики України
Міністе́рство пра́ці та соціа́льної полі́тики Украї́ни (Мінпраці) — колишній центральний орган виконавчої влади України. 9 грудня 2010 року міністерство реорганізоване в Міністерство соціальної політики України.
Основними завданнями Мінпраці України були:
1. участь у формуванні та забезпеченні реалізації державної політики у сфері зайнятості та трудової міграції, соціального захисту населення, у тому числі інвалідів, ветеранів війни, праці, військової служби та громадян, які постраждали внаслідок Чорнобильської катастрофи, соціального страхування, соціально-трудових відносин та здійснення нагляду за додержанням законодавства про працю, оплати, нормування та стимулювання праці, професійної класифікації робіт і професій, умов праці, пенсійного забезпечення, соціального обслуговування населення, колективно-договірного регулювання соціально-економічних інтересів працівників і роботодавців, розвитку соціального діалогу;
2. керівництво діяльністю державної служби зайнятості, проведення заходів, пов'язаних з ефективним функціонуванням ринку праці, сприяння раціональній, продуктивній і вільно обраній зайнятості, підвищенню якості і конкурентоспроможності робочої сили;
3. розроблення і здійснення заходів для посилення мотивації до праці, вдосконалення її оплати, організації та нормування;
4. забезпечення через систему підпорядкованих йому органів реалізації права громадян на соціальний захист шляхом своєчасного та адресного надання соціальної підтримки, в тому числі всіх видів державної соціальної допомоги, у разі втрати роботи, працездатності, досягнення пенсійного віку тощо;
5. забезпечення розвитку соціально-трудових відносин та захисту прав працюючих громадян шляхом здійснення державного нагляду за додержанням роботодавцями вимог законодавства про працю; розроблення заходів, спрямованих на реалізацію політики грошових доходів населення;
6. розроблення заходів, спрямованих на подолання бідності, в тому числі проведення аналітичної роботи з моніторингу показників бідності та соціального розвитку;
7. забезпечення здійснення Пенсійним фондом України його функцій.

## Керівництво
Керівником Міністерства праці та соціальної політики України був Міністр праці та соціальної політики України.
18 грудня 2007 року Міністром праці та соціальної політики України було призначено Денісову Людмилу Леонтіївну.
Протягом березня — грудня 2010 року на посаді Міністра перебував Надрага Василь Іванович.
9 грудня 2010 року Указом Президента України Тігіпко Сергій Леонідович призначений на посаду Віце-прем'єр-міністра України — Міністра соціальної політики України.

## Виноски
1. ↑  Указ Президента України від 9 грудня 2010 року № 1085/2010 «Про оптимізацію системи центральних органів виконавчої влади»